# Lünersee
El lago Lünersee (en alemán Lünersee) es uno de los lagos más grandes de Vorarlberg, Austria. Está ubicado cerca de la ciudad de Bludenz. La profundidad natural del lago aumentó en 72 metros luego de la construcción de una presa en 1958. La presa suministra agua a cuatro plantas de electricidad locales, Lünersee, Rodund I, Rodund II y Walgau. El lago está conectado con el pueblo de Brand por un teleférico, llamado Lünerseebahn.

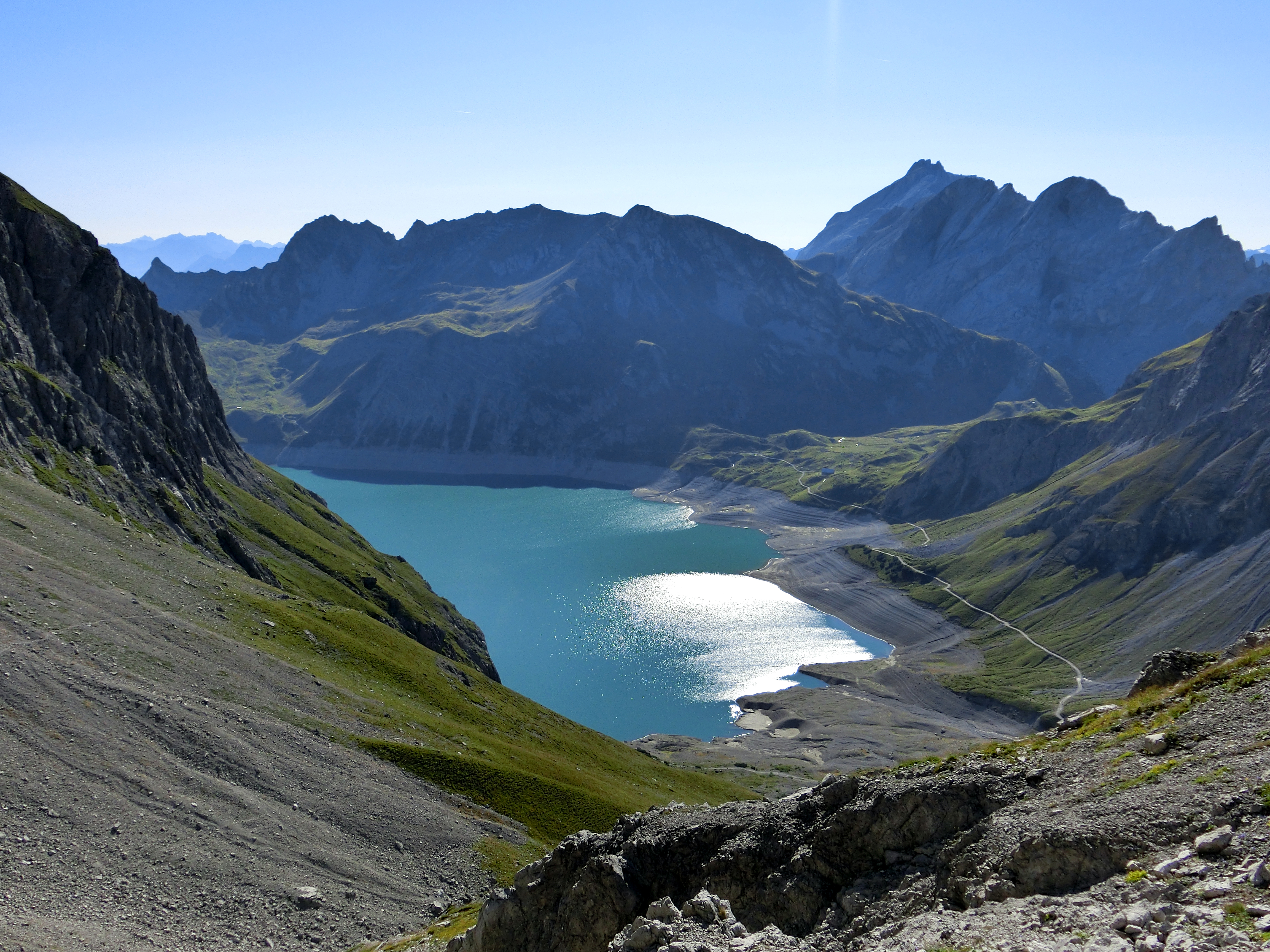
panorámica lago Lünersee